# Ross Harris
Ross Harris (født 1945 i Christchurch, New Zealand) er en new zealandsk komponist, tubaist, valdhornist, trompetist og lærer.
Han har skrevet seks symfonier, orkesterværker, operaer, kammermusik, violinkoncert, klavermusik, vokalmusik, messingmusik etc.
Harris har modtaget fire priser for sin komponistvirksomhed. 

## Udvalgte værker
- Symfoni nr. 1 (2005) - for og orkester
- Symfoni nr. 2 (2005-2006) - for sopran og orkester
- Symfoni nr. 3 (2007-2008) - for orkester
- Symfoni nr. 4 "Til minde om Mahinarangi Tocker" (2011) - for bratsch og orkester
- Symfoni nr. 5 (2013) - for mezzosopran og orkester
- Symfoni nr. 6 "Sidste brev" (2015) - for mezzosopran og orkester
- Sinfonietta (1996) - for kammerorkester
- Violinkoncert (2010) - for violin og orkester
- Cellokoncert (2011) - for cello og orkester